# NGC 7686
NGC 7686 (również OCL 251) – gromada otwarta znajdująca się w gwiazdozbiorze Andromedy. Została odkryta 3 grudnia 1787 roku przez Williama Herschela. Jest położona w odległości ok. 5 tys. lat świetlnych od Słońca.